# B&B Endemol Shine
B&B Endemol Shine ist die grösste Schweizer Fernsehproduktionsfirma. Sie gehört zu gleichen Teilen der französischen Banijay Gruppe und dem Zürcher Unternehmer Freddy Burger. Sie produziert Quiz-Shows, Reality-Formate, Dokumentationen und Serien für den deutschsprachigen Fernsehmarkt.

## Geschichte
Im Jahr 1990 wurde die B&B Medien von Hannes Bichsel, dem damaligen Unterhaltungschef des Schweizer Fernsehens SRF, sowie dem Zürcher Unternehmer Freddy Burger gegründet. Im Jahr 2000 ging die Firma mit dem niederländischen TV-Konzern EndemolShine (damals Endemol) ein 50:50-Joint-Venture ein. Der Name wurde in der Folge in b&b endemol AG geändert. 2015 fusionierte der Mutterkonzern endemol mit den Produktionsfirmen Shine TV, worauf der Schweizer Name in B&B Endemol Shine geändert wurde. 2020 wurde der Mutterkonzern Endemol Shine Group von der französischen Produktionsfirma übernommen. Die Firma ist zur Hälfte im Besitz der Banijay Gruppe und zur Hälfte weiterhin im Besitz von Freddy Burger. 

## Aktuelle Produktionen
- 1gegen100 (SRF1)[3] mit Angelique Beldner
- Masterchef (3+) mit Andreas Caminada, Nenad Mlinarevic und Elif Oskan sowie Nik Hartmann
- Abenteuerlustig (3+) mit Nik Hartmann und Claudio Zuccolini
- Wie tickt die Schweiz? (SRF1) mit Claudio Zuccolini
- Fashion Taxi[4] (Sat.1) mit Christa Rigozzi
- Reporter (SRF1)
- Dok (SRF1)
- Retro Quiz[5] (SRF1) mit Sven Epiney

## Vergangene Produktionen
- DOK: «Chefwechsel – Wenn Alte gehen und Junge kommen» (SRF1)
- Mini Lehr und ich (SRF1)[6]
- Üse Buurehof (SRF1)[7]
- Wer wird Millionär (TV3, 3+) mit René Rindlisbacher und Claudio Zuccolini
- Üsi Badi (SF1)
- Üse Zoo (SF1)
- Best Friends (SRF2)[8]
- Big Brother Schweiz (TV3) mit Dani Fohrler und Eva Wannenmacher
- Telescoop (SF) mit Corinne Waldmeier, Reto Peritz und Mireille Jaton
- Deal or No Deal – Das Risiko (SF1) mit Roman Kilchsperger
- Adventure Camp (SF)
- Die Schweiz umsonst (3sat, SRF)[9] mit Michael Wigge und Bettina Walch
- VIParade (SF1) mit Sven Epiney
- Traders (SRF1) mit Roman Kilchsperger
- Die Millionenfalle mit René Rindlisbacher
- Wähler gesucht (SRF1)[10] mit Alexander Wenger
- Miss Schweiz (Sat.1 Schweiz)[11] mit Claudio Zuccolini
- Der Match (SF1)
- Cervelat trifft Baklava (SRF1)
- Vermisst (3+)[12] mit Viola Tami
- Mike Shiva (3+)[13] mit Mike Shiva
- LoveCheck (SF2)
- GameTV (TV3) mit Nadim Diethlem, Conny Schoch und Jennifer Joy
- Tacho (SRF2)[14] mit Salar Bahrampoori
- LandLiebeTV (Sat.1 Schweiz)[15]
- Die Lehrer (upc)[16]
- The Best FIFA Football Awards 2016 (diverse Sender) mit Marco Schreyl und Eva Longoria
- Der Meisterfälscher (3sat, SRF)[17] mit Wolfgang Beltracchi
- Wir mal vier (SRF1)[18] mit Sven Epiney
- Au Pair (SRF, RSI, RTS)[19]
- Countdown (SRF Virus Instagram)
- Ärzte VS Internet – mit Dr. med. Fabian Unteregger (SRF)[20]
- Schudel on the Rocks (ProSieben Schweiz)[21] mit René Schudel
- Songmates (SRF1)[22][23] mit Adrian Stern
- Family Food Fight (Sat.1 Schweiz)
- Schlösser und Burgen (3sat)
- Youngbulanz (SRF; YouTube)
- Höhle der Löwen (TV24)
- Kunst hoch zwei (3sat)
- Geboren am (SRF1)
- The Masked Singer Switzerland (ProSieben Schweiz)

## Auszeichnungen
- 2010: Zürcher Radio- und Fernsehpreis für „Üsi Badi“[24]
- 2015: Bestes Format am EUROVISION Creative Forum Berlin für „Der Meisterfälscher“[25]